# Filicrisia allooeciata
Filicrisia allooeciata is een mosdiertjessoort uit de familie van de Crisiidae. De wetenschappelijke naam van de soort is voor het eerst geldig gepubliceerd in 2001 door Liu.